# Mvouni
 (décembre 2014).
Si vous disposez d'ouvrages ou d'articles de référence ou si vous connaissez des sites web de qualité traitant du thème abordé ici, merci de compléter l'article en donnant les références utiles à sa vérifiabilité et en les liant à la section « Notes et références ».

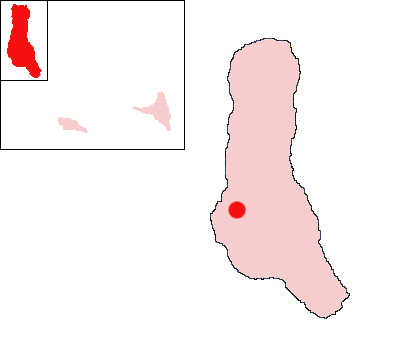
Localisation de Mvouni sur l'île de Grande Comore

Mvouni est une ville qui se trouve sur l'île Grande Comore dans l'archipel des Comores. Elle est située à 6,9 km de Moroni, la capitale des Comores. Elle est limitée au nord par le village de Tsidjé, au sud par M'kazi, à l'ouest par Mavigouni, à l'est par le Karthala.
Elle est née vers les années 1600 à 1680 à la suite de la famine survenue à Ngazidja, lorsqu'un certain monsieur Mlanfi viola le décret du roi de Mboikouwou qui fut l'interdiction d'égorger des animaux. M. Mlanfi et sa famille ont été chassées de la région. Mlanfi s'est présenté ensuite chez le roi de la région voisine, Bambao. Souhaitant qu'on lui trouve un domicile, le roi de Bambao accepta et lui demanda de s'installer à côté de la montagne de Hapadja. Les jours passent, Mlanfi décida de faire de cet endroit un village.

## Enseignement
Mvouni abrite l'université des Comores. Elle possède deux écoles privées: l'École Privée Soidik (EPS) et l'École Franco arabe (ARCM).
Il existe aussi deux écoles publiques: l'école primaire public et le collège rurale de Daché. 
Pour plus d'éléments, voir le paragraphe système éducatif de la page des Comores.